# Amtsgericht Bischofswerda
Das Amtsgericht Bischofswerda war ein Gericht der ordentlichen Gerichtsbarkeit und ein Amtsgericht in Sachsen mit Sitz in Bischofswerda.

## Geschichte
In Bischofswerda bestand bis 1879 das Gerichtsamt Bischofswerda als Eingangsgericht. Im Rahmen der Reichsjustizgesetze wurden 1879 im Königreich Sachsen die Gerichtsämter aufgehoben und Amtsgerichte, darunter das Amtsgericht Bischofswerda, geschaffen. Der Gerichtssprengel umfasste Bischofswerda, Belmsdorf, Birkenrode, Burkau (Ober-, Mittel-, Nieder- und Klein-) mit Carlsdorf und neuem Anbau, Cannewitz, Carlsdorf, Demitz, Frankenthal mit neuem Anbau, Geißmannsdorf, Goldbach, Großdrebnitz mit Neudrebnitz, Großhähnchen, Harthau, Kleindrebnitz, Kynitzsch (Kessel), Leutwitz, Medewitz, Neuschmölln, Niederneukirch mit halber Freihufe, Falkenhäusern, Haarthe mit Haarthemühle, Rupprechthäuser, Steinhübel und Viehweg, Niederputzkau, Oberneukirch mit Meyers Häusern, Gickelshäusern, Richters Häusern und Viehbighäusern, Oberputzkau mit Buchmühle, Hübelschänkhäusern, Neuputzkau, Vogelhäusern und Ziegelberg, Pannewitz bei Bischofswerda, Pickau, Pohla, Pottschapplitz mit Neupottschapplitz, Rammenau mit neuem Anbau, Oberammenau, Straßenhäuser, Tanneberg und Waldscheibe, Ringenhain, Röderbrunn, Rothnaußlitz, Schaudorf, Schmölln (Nieder- und Ober-), Schönbrunn mit Neuschönbrunn, Spittwitz mit Neuspittwitz, Skala, Schwarzwasser und Hopfgarten, Stacha, Taschendorf, Thumitz mit Waldhäusern, Tröbigau mit Vorwerk, Uhyst am Taucher, Vogelgesann, Weickersdorf und Wölkau. Das Amtsgericht Bischofswerda war eines von 18 Amtsgerichten im Bezirk des Landgerichtes Bautzen. Der Amtsgerichtsbezirk umfasste danach 24.094 Einwohner. Das Gericht hatte damals zwei Richterstellen und war ein mittelgroßes Amtsgericht im Landgerichtsbezirk.
Im Jahre 1952 wurde das Amtsgericht Bischofswerda in der DDR aufgehoben und das Kreisgericht Bischofswerda an seiner Stelle neu geschaffen. Gerichtssprengel war nun der Kreis Bischofswerda. Mit dem Sächsischen Gerichtsorganisationsgesetz wurde das Amtsgericht Bischofswerda 1992 neu eingerichtet aber bereits 1994 wieder aufgehoben.

## Gerichtsgebäude

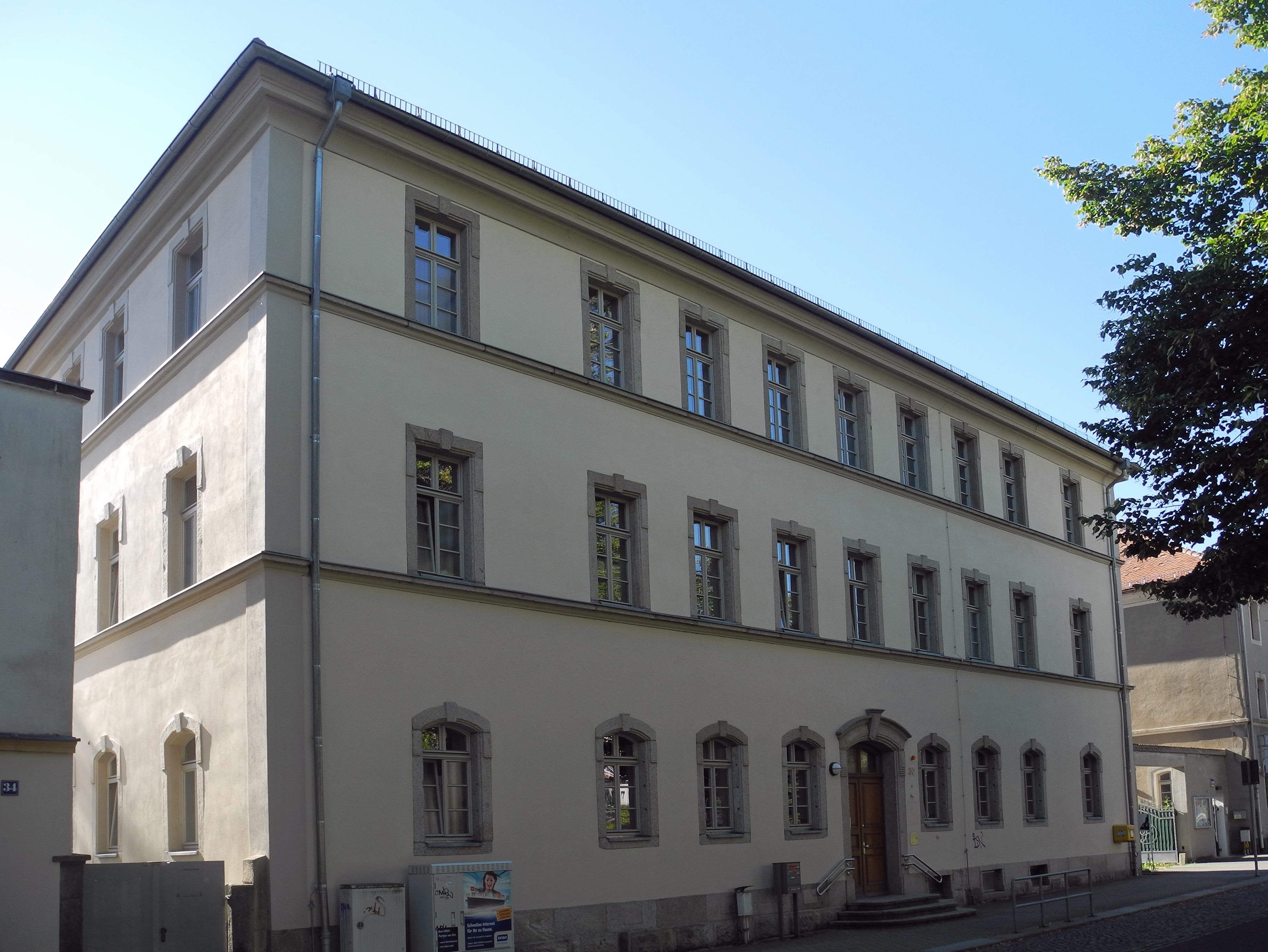
Ehem. Gerichtsgebäude (2020)

Das Amtsgericht nutzte das um 1859/1861 erbaute Gebäude des Gerichtsamtes (Kirchstraße 30a, 32). Im Jahre 1859 wurde zunächst das Gerichtsgefängnis erbaut, 1861 folgte das Gerichtsamtsgebäude. Es handelt sich um einen neunachsigen, dreigeschossigen Bau mit zwei Gesimsen und profiliertem Ortgesims und Walmdach. Es ist ortsgeschichtlich von Bedeutung und steht daher unter Denkmalschutz. Heute befindet sich im Haus eine Kinderbetreuungseinrichtung.